# 243
Năm 243 là một năm trong lịch Julius. 